# استفانی هورویتز
استفانی هورویتز (۱۸۸۷–۱۹۴۲) (استفانیا هورویتز یا استفانی هوروویتز) یک شیمی‌دان یهودی لهستانی بود که به دلیل کارهای آزمایشگاهی خود در اثبات وجود ایزوتوپ‌ها شناخته می‌شود. او بین حدود سال‌های ۱۹۱۴ تا ۱۹۱۸ در مؤسسه رادیوم وین با اتو هانگشمیت همکاری کرد و با استفاده از روش‌های تحلیلی، اولین و دومین نمونه معتبر از وجود ایزوتوپ‌ها را در سرب و توریم نشان داد. بعدها، او خانه‌ای برای کودکان و جوانانی که به درمان روان‌شناختی نیاز داشتند، تأسیس کرد. او در سال ۱۹۴۲ در اردوگاه مرگ تربلینکا توسط نازی‌ها کشته شد.

## اوایل زندگی و تحصیلات
هورویتز در ۱۷ آوریل ۱۸۸۷ در ورشو متولد شد. پدر او هنرمند لئوپولد هورویتز بود، که به خاطر پرتره‌های سبک باروک خود شناخته می‌شد. نام خانوادگی مادر او «رزا لندن» بود و او یک خواهر داشت. این خانواده حدود سال ۱۸۹۰ به وین نقل مکان کردند.
او از سال ۱۹۰۷ در دانشگاه وین تحصیل کرد و در سال ۱۹۱۴ دکترای خود را در شیمی آلی دریافت کرد. استاد راهنمای او گویدو گلدشمیت بود و پژوهش دکترای او بر روی بازآرایی کینون با استفاده از اسید سولفوریک متمرکز بود.

## فعالیت علمی
به توصیه لیزه مایتنر، هورویتز در سال ۱۹۱۳ یا ۱۹۱۴ توسط اتو هانگشمیت به مؤسسه تحقیقات رادیوم، وین دعوت شد. در آن زمان، قانون جابجایی پرتوزا فایانس و سودی کشف جدیدی در شیمی پرتوزا بود که پیش‌بینی می‌کرد سرب حاصل از واپاشی پرتوزای اورانیوم یا توریم دارای وزن اتمی متفاوتی نسبت به سرب معمولی خواهد بود. داده‌های آزمایشگاهی اولیه از نظر شیمی‌دانان تحلیلی معتبر تلقی نمی‌شد. هونیشمید که در دانشگاه هاروارد تحت نظر تئودور ویلیام ریچاردز، یکی از متخصصان برجسته تعیین وزن اتمی، آموزش دیده بود، به دلیل دقت در تعیین وزن‌های اتمی شهرت داشت. کازیمیرز فایانس و فردریک سودی از او خواستند تا وزن اتمی سرب حاصل از منابع پرتوزا را برای اثبات وجود ایزوتوپ‌ها اندازه‌گیری کند.
هورویتز فرایند زمان‌بری را برای جداسازی، تصفیه و اندازه‌گیری دقیق سرب انجام داد. ابتدا، او سرب را از نمونه‌های کانهٔ اورانینیت غنی از اورانیوم از معدن نزدیک سنت یواخیم‌اشتال استخراج کرد. فرایند تصفیه شامل چندین مرحله شستشو، حل کردن، فیلتراسیون و تبلور مجدد بود تا نمونه‌ای کاملاً خالص از کلرید سرب به دست آید. تجزیه و تحلیل وزن‌سنجی او تا هزارم گرم نشان داد که سرب حاصل از واپاشی پرتوزای اورانیوم وزن اتمی کمتری (۲۰۶٫۷۳۶) نسبت به سرب معمولی (۲۰۷٫۱۹۰) دارد. این یافته اولین اثبات تجربی مورد پذیرش گسترده بود که نشان می‌داد عناصر می‌توانند بسته به منبع خود وزن‌های اتمی متفاوتی داشته باشند.
هورویتز و هونیشمید بعدها ثابت کردند که یونیوم، عنصری پرتوزا که توسط برترم بولت‌وود کشف شده بود، در واقع ایزوتوپی از توریم است. این پژوهش وجود عنصری که قبلاً پذیرفته شده بود را رد کرد و توریم را به‌عنوان دومین عنصری که ایزوتوپ دارد تثبیت کرد.
این دو دانشمند نتایج کار خود را به‌صورت مشترک منتشر کردند و هورویتز هم از سوی هونیشمید و هم از سوی سودی به‌عنوان یکی از مشارکت‌کنندگان به رسمیت شناخته شد. این امر قابل توجه بود، زیرا در آن زمان معمولاً دانشمندان زن در موقعیت‌های دستیارانه محدود می‌شدند. با این حال، پس از مرگ هونیشمید، نام هورویتز کم‌کم نادیده گرفته شد و سهم او تقریباً به فراموشی سپرده شد.

## سال‌های پایانی و شرایط درگذشت
پس از جنگ جهانی اول، مسیر حرفه‌ای هورویتز به دلیل مسائل خانوادگی و تحولات سیاسی دچار وقفه شد. او در تغییر بزرگی در حرفه خود، با همکاری آلیس فریدمن، روان‌شناس آدلری، یک خانه نگهداری در وین تأسیس کرد که به ارائه درمان روان‌شناختی برای کودکان می‌پرداخت.
او در سال ۱۹۳۷ به همراه خواهرش به ورشو بازگشت و در سال ۱۹۴۰، نازی‌ها با اشغال شهر، گتوی یهودیان ورشو را تشکیل دادند. تاریخ دقیق درگذشت او نامشخص است. مکاتباتی از کازیمیرز فایانس نشان می‌دهد که او به ورشو بازگشته و در سال ۱۹۴۰ توسط نازی‌ها کشته شده است. منابع دیگر بیان می‌کنند که هورویتز و خواهرش در سال ۱۹۴۲ خود را داوطلبانه به اومشلگ‌پلاتز معرفی کردند تا از به خطر افتادن دیگران جلوگیری کنند، اما جزئیات دقیق آن مشخص نیست. آن‌ها به اردوگاه مرگ تربلینکا منتقل شدند و در میان ۹۰۰٬۰۰۰ یهودی بودند که در آنجا جان خود را از دست دادند. سوابق نشان می‌دهد که هورویتز در سال ۱۹۴۲ در اتاق گاز به قتل رسید.